# 王永锡 (1934年)
王永锡（1934年—），四川省西充县人。中华人民共和国学者。

## 生平
1957年毕业于四川大学马列主义研究班。后一直从教于四川财经学院（现西南财经大学）。1983年，任党委书记。兼任四川省人民代表大会常务委员会委员，四川省社会科学界联合会副主席，四川省《资本论》研究会副会长，四川省高校党建研究会副会长，全国马列主义经济学说史学会副会长。